# 尼泊尔共产党（马克思主义） (1986年)
尼泊尔共产党（马克思主义）（英語：Communist Party of Nepal (Marxist)）是尼泊尔的一个已不存在的共产主义政党，存在于1986年－1991年。它和印度共产党（马克思主义）关系紧密。它的组织包括尼泊尔工会中心和尼泊尔学生进步联盟。
在1990年，尼泊尔共产党（马克思主义）参加了反抗尼泊尔皇室政权。1991年，尼泊尔共产党（马克思主义）与尼泊尔共产党（马列）合并成尼泊尔共产党（联合马列），不过，一大部分党员迅速重组了自己的尼泊尔共产党（马克思主义）。